# Boerhavia octandra
Boerhavia octandra är en underblomsväxtart som beskrevs av Sereno Watson. Boerhavia octandra ingår i släktet Boerhavia och familjen underblomsväxter. Inga underarter finns listade i Catalogue of Life.